# Hyalobathra minialis
Hyalobathra minialis is een vlinder van de familie van de grasmotten (Crambidae). De wetenschappelijke naam van deze soort is voor het eerst voorgesteld als Pachybotys minialis door William Warren in een publicatie uit 1895.
De soort komt voor in Australië (Queensland).